# Silvano José Monteiro de Araújo e Paula
Silvano José Monteiro de Araújo e Paula (Porto Alegre) foi um jornalista brasileiro.
Filho de José Narciso Monteiro de Araújo e Joaquina Inácia Pinto.
Foi redator d'O Echo Porto Alegrense.
Foi deputado à 1ª Legislatura da Assembleia Legislativa Provincial do Rio Grande do Sul, como suplente convocado. Foi membro da constituinte de 1842.